# Scary Movie 5
Scary Movie 5 (Brasil: Todo Mundo em Pânico 5 / Portugal: Que Susto de Filme 5)  é um filme de comédia americano de 2013, dirigido por Malcolm D. Lee com roteiro de David Zucker e Pat Proft. É o quinto filme da franquia Scary Movie sendo considerado como uma reinicialização da série. O filme foi distribuído pela Dimension Films, que faz parte da The Weinstein Company.
Scary Movie 5 é o primeiro filme da série que não apresenta as personagens Cindy Campbell (interpretada por Anna Faris) ou Brenda Meeks (Regina Hall); desta vez, a história é estrelada por Ashley Tisdale, Simon Rex e Erica Ash.
O filme foi lançado em 12 de abril de 2013 nos cinemas norte-americanos; no Brasil, teve sua estreia adiada para o dia 28 de junho com distribuição da Imagem Filmes.[carece de fontes?]

## Enredo
Numa premissa do filme, Charlie Sheen e Lindsay Lohan se reúnem para fazer uma fita de sexo com mais de 20 câmeras ao lado da cama de Sheen. Em um determinado momento, as gravações da fita são mostradas de forma acelerada mostrando o casal fazendo todo tipo de travessuras no quarto, incluindo ginástica, andar a cavalo e palhaços pulando debaixo dos lençóis. Sheen é repentinamente puxado no ar por uma força paranormal e jogado contra as paredes, prateleiras e portas até que ele caia na cama novamente; Lohan fica assustada e decide ir embora, mas também começa a voar pelo quarto; ela fica possuída e joga Sheen na câmera que os estava filmando, matando-o. Após a cena, um texto explica que o corpo de Sheen foi encontrado naquele dia, mas ele não parou de gemer por três dias e que seus três filhos foram dados como desaparecidos, enquanto Lohan foi presa novamente. Uma recompensa é então oferecida para quem encontrasse as crianças desaparecidas.
Vários meses depois, Ja'Marcus e D'Andre estão andando na floresta do Condado de Humboldt, na Califórnia, em busca de plantas de maconha para roubar. Depois de roubarem um enorme baseado e fugirem, eles decidem se abrigar em uma cabana na floresta; ao entrar, eles vêem três criaturas estranhas, a qual eles reconhecem como os filhos desaparecidos de Sheen e as entregam para a polícia para buscarem a recompensa. As crianças, que adquiriram comportamentos selvagens com o tempo, são colocadas em isolamento em um centro de pesquisa de desenvolvimento por alguns meses até serem consideradas suficientemente boas para serem devolvidas à custódia familiar. Quando o irmão de Sheen, Dan Sanders, e sua esposa, Jody, vêm buscá-los, eles são informados de que podem tê-los se concordarem em ficar em uma grande casa suburbana de classe média equipada com câmeras de segurança; Jody reluta em levar as crianças a princípio, mas logo acata a decisão de adotá-las. Em uma tentativa de se relacionar com seus novos filhos, Jody faz um teste para uma apresentação do balé O Lago dos Cisnes e é escalada para o papel principal como a Rainha dos Cisnes.
Enquanto isso, um padrão contínuo de atividades paranormais bizarras em sua nova casa leva Dan e Jody a investigar sobre o que está acontecendo. Eles acabam aprendendo com as crianças que os ataques em sua casa são causados por "Mama", a mãe das crianças, que está amaldiçoada e está tentando recuperá-las para que ela possa sacrificar a si mesma e às crianças. Maria, a empregada doméstica hispânica do casal, fica assustada e continua experimentando vários rituais, católicos e outros, para afastar os maus espíritos da casa. Durante o dia, Dan fica frustrado com o modesto progresso de seus macacos cobaias em uma instalação de pesquisa de inteligência de primatas; ironicamente, Dan não é inteligente o suficiente para perceber que um dos chimpanzés, César, agora é realmente muito mais esperto do que ele.
Jody e Dan, com a ajuda da amiga íntima de Jody, Kendra Brooks, que Jody conheceu em suas aulas de balé, precisam encontrar rapidamente uma maneira de acabar com a maldição e salvar sua família. Ao longo do caminho, eles procuram a ajuda do psíquico Blaine Fulda, que na verdade é um ladrão disfarçado, e, posteriormente, Jody solicita os serviços de um extrator de sonhos chamado Dom Kolb, que os ajuda a entender que a solução para seus problemas está no misterioso Livro do Mal, que está localizado no sótão da cabana de Humboldt, agora habitada por uma família religiosa. No entanto, ao chegar lá, Jody e Kendra não conseguem entender sobre o que o livro é capaz de fazer e não percebem que a família da casa está sendo continuamente possuída e sobrevivendo aos males na cabana; Jody e Dan inadvertidamente causam estragos no imóvel quando um dos dois lê as duas passagens do livro: uma que desencadeia demônios, "gort klaatu barada nikto", e a outra que liberta as vítimas da posse demoníaca. Quando "Mama" leva as crianças a um penhasco para sacrificá-las, Jody falha em suspender a maldição com o livro, mas consegue derrubar o espírito maligno na piscina de Ja'Marcus e D'Andre contendo um tubarão vivo, que a devora.
Ao finalmente perceber que o amor por seus filhos adotivos é tudo o que precisa na vida, Jody dá o papel da Rainha dos Cisnes a Kendra, que executa a dança no estilo de uma stripper; a performance é muito aplaudida por uma platéia que inclui Jody, Dan, as crianças, a família de Kendra e Maria. O narrador da história é revelado como César, que então informa ao público que os humanos devem aproveitar o tempo que têm na Terra e diz que os macacos um dia dominarão o mundo.
Em uma cena pós-créditos, Sheen acorda, com Dom Kolb sentado ao lado dele extraindo seus sonhos, dando a entender que o filme inteiro era na verdade um sonho de Sheen. Depois que Kolb informa que Sheen estará dormindo com Lohan, um carro dirigido por ela adentra no quarto, matando Sheen. Lohan sai do carro e diz a Kolb: "Ele tava dirigindo" e joga as chaves para Kolb.

## Elenco
- Ashley Tisdale como Jodi
- Simon Rex como Dan
- Erica Ash como Kendra
- Molly Shannon como Heather
- Heather Locklear como Barbara
- Charlie Sheen como Ele mesmo
- Lindsay Lohan como Ela mesma
- J.P. Manoux como Pierre
- Jerry O'Connell como Christian
- Jasmine Guy como Mãe de Kendra
- Lil Duval como Irmão de Kendra[5]

## Produção
O filme é dirigido por Malcolm D. Lee e escrito por David Zucker. A data de lançamento do filme foi originalmente programada para 20 de abril de 2012, logo depois adiada para 11 de abril de 2013, e em janeiro de 2013, finalmente alterada para 12 de abril de 2013. Anna Faris que estrelou nos filmes anteriores da franquia interpretando Cindy Campbell, confirmou em maio de 2012, enquanto promovia o filme The Dictator ao Coming-Soon que ela não iria retornar para o quinto filme, logo depois relata:
"Não, acho que não vou fazer. Acho que não sou parte do projeto. Não sei exatamente o que está acontecendo, mas ouvi dizer que está rolando."
— Anna Faris
Em junho de 2012 foi confirmado pela mídia que a atriz Ashley Tisdale estava envolvida no projeto interpretando a personagem principal. Lohan e Sheen foram confirmados para se juntaram ao elenco em agosto de 2012. Terry Crews foi confirmado que se juntou ao elenco em 14 de agosto de 2012.  As filmagens começaram em 6 de setembro de 2012. A primeira imagem promocional do filme, com Lohan e Sheen, foi anunciado para a mídia em 20 de setembro de 2012.

## Recepção

### Comercial
Scary Movie 5 arrecadou US$ 32 milhões na América do Norte e US$ 46,4 milhões em outros países, num total mundial de US$ 78,4 milhões. Na América do Norte, o filme estreou em segundo lugar em seu primeiro fim de semana, com US$ 14,2 milhões arrecadados, atrás de 42; ainda sim, Scary Movie 5 se tornou a menor bilheteria de um fim de semana de estreia de toda a franquia, bem como o filme de menor receita de toda a série.
Esperava-se que o filme recebesse cerca da pelo menos metade do lucro da média de seus antecessores, que era de cerca de US$ 17 milhões, em seu fim de semana de abertura. A comédia manteve-se razoavelmente bem em seu segundo final de semana, diminuindo duas posições para o 4º lugar, com um valor estimado de US$ 6.296.000 arrecadados; em seu terceiro fim de semana, o filme sofreu uma queda de 43,8% em sua receita, indo para o 7º lugar, ganhando cerca de US$ 3.457.000; o filme ficou entre os dez primeiros pelo quarto fim de semana consecutivo, caindo para o 9º lugar, com um bruto de US$ 1.441.360; Scary Movie 5 caiu para o 13º lugar no seu quinto fim de semana, ganhando US$ 675.942 e caiu para o 15º lugar no sexto, com US$ 420.253 acumulados.

### Crítica
Scary Movie 5 teve recepção negativa por parte da crítica profissional. No site agregador de críticas Rotten Tomatoes, o filme possui uma taxa de aprovação de apenas 4% com base em cinquenta resenhas; seu consenso crítico diz: "Juvenil, mesmo para os padrões da série Scary Movie, esta quinta parte oferece piadas da cultura pop que geram poucas risadas". No Metacritic, o filme tem a pontuação 11/100 com base em dezesseis críticas, indicando "aversão esmagadora". O público pesquisado pelo CinemaScore deu ao filme uma nota média "C−" em uma escala de "A+" a "F".
O filme ganhou três indicações na 34º cerimônia do Framboesa de Ouro, incluindo a de pior atriz coadjuvante por Lindsay Lohan, pior casal num filme por Lohan e Charlie Sheen e pior prequela, remake ou sequência.

## Mídia doméstica
Scary Movie 5 foi lançado em DVD e Blu-ray em 20 de agosto de 2013.